# Cyclocephala rustica
Cyclocephala rustica är en skalbaggsart som beskrevs av Olivier 1789. Cyclocephala rustica ingår i släktet Cyclocephala och familjen Dynastidae. Inga underarter finns listade i Catalogue of Life.